# Dong Yanmei
Dong Yanmei (née le 16 février 1977 à Xuengdong dans la province du Liaoning) est une athlète chinoise, spécialiste des courses de fond.

## Biographie
Le 21 octobre 1997, à Shanghai, Dong Yanmei établit un nouveau record du monde du 5 000 mètres en parcourant la distance en 14 min 31 s 27. Elle améliore de près d'une demi-seconde l'ancienne meilleure marque mondiale détenue depuis la saison 1995 par la Portugaise Fernanda Ribeiro. Ce record mondial sera battu deux jours plus tard par sa compatriote Jiang Bo.
Troisième du 10 000 mètres lors des Goodwill Games de 1998, elle termine au pied du podium du 5 000 m lors des Championnats du monde d'Edmonton. Lors de cette même saison, elle s'adjuge les titres du 5 000 m et du 10 000 m des Universiades d'été de Pékin, et réédite cette performance lors des Jeux de l'Asie de l'Est d'Osaka.

### Palmarès
| Date | Compétition                    | Lieu      | Résultat |          |
| ---- | ------------------------------ | --------- | -------- | -------- |
| 1998 | Goodwill Games                 | Uniondale | 3e       | 10 000 m |
| 2001 | Championnats du monde en salle | Lisbonne  | 5e       | 3 000 m  |
| 2001 | Championnats du monde          | Edmonton  | 4e       | 5 000 m  |
| 2001 | Universiade d'été              | Pékin     | 1re      | 5 000 m  |
| 2001 | Universiade d'été              | Pékin     | 1re      | 10 000 m |
| 2001 | Jeux de l'Asie de l'Est        | Osaka     | 1re      | 5 000 m  |
| 2001 | Jeux de l'Asie de l'Est        | Osaka     | 1re      | 10 000 m |

### Records
| Épreuve  | Performance    | Lieu     | Date            |
| -------- | -------------- | -------- | --------------- |
| 5 000 m  | 14 min 29 s 82 | Shanghai | 23 octobre 1997 |
| 10 000 m | 30 min 38 s 09 | Shanghai | 19 octobre 1997 |